# 西伯耆方言
西伯耆方言（にしほうきほうげん）は鳥取県旧伯耆国西部で話される日本語の方言である。雲伯方言に属す。全体に出雲方言と共通する特徴が多いが、日野郡の方言は雲伯方言的特徴が薄い。米子市周辺では米子弁、境港市周辺では浜弁とよばれる。

## 音声

### 母音
米子平野
イ段とウ段の母音が中舌母音で発音され、特にカ行、ガ行、ハ行を除くほとんどのウ段音がイ段音と統合することにより[ï]と発音される。いわゆる「ズーズー弁」である。また、ウ段拗音の発音もイ段長音になる。よってイ段とウ段は交替しやすい。また、母音「エ」は[e̞] となり、共通語のイ段にやや近い発音になるため、イ段とエ段も交替しやすい。また共通語の語例におけるウ段音がオ段音へ変化するケースが多い。これらは出雲方言とほとんど共通し、典型的な裏日本方言に属す。
日野郡
イ段とウ段の母音の中舌性が米子市よりも弱く、イ段とウ段の区別が保たれる。裏日本式音韻体系であるものの、非ズーズー弁である。

### ラ行子音脱落
米子平野
語中・語尾のラ行子音が脱落し、前の母音が長音に変化することが多い。
日野郡
ラ行子音の脱落はない。

## アクセント
米子市、日野郡ともに外輪東京式アクセントである。これは出雲方言の北奥羽式アクセントとは異なり、出雲方言と米子方言の数少ない相違点の一つである。

## 文法
米子、日野郡とも断定の助動詞は「だ」であり、ワ行五段動詞連用形は促音便またはア音便である（買った＝カアタ、カッタ）。ともに山陰方言で共通する特徴であるが、他の西日本方言には見られず、東日本方言と共通する。形容詞連用形はウ音便、打消しが「ん」であることは西日本と広く共通する。